# Maurizio Grosselli
Maurizio Grosselli (Somma Lombardo, 19 novembre 1958) è un ex calciatore italiano, di ruolo centrocampista.

## Carriera
Prodotto del vivaio interista, entra nel giro della prima squadra nella stagione 1976-1977, quando gioca tre partite in Coppa Italia; scende in campo anche nel derby contro il Milan nella finale di Coppa, perso dai nerazzurri per 2-0.
Nel 1977 passa in comproprietà al Piacenza, in Serie C. Con gli emiliani disputa una stagione da rincalzo (23 presenze), e a fine stegione viene riscattato dall'Inter, che lo gira in prestito al Padova, in Serie C1. Nel 1979 i nerazzurri lo cedono alla Rhodense, dapprima in comproprietà e quindi a titolo definitivo. Disputa quattro campionati (uno di Serie C1 e tre di Serie C2) prima di passare al Pavia, con cui gioca per due stagioni vincendo il campionato di Serie C2 1983-1984.
Nel 1985 si trasferisce al Legnano, con cui disputa altri due campionati di Serie C1 culminati con la retrocessione al termine del campionato 1986-1987.

## Palmarès

### Club

#### Competizioni nazionali
- Serie C2: 2

Rhodense: 1980-1981
Pavia: 1983-1984